# 卡维尔盐漠
卡維爾鹽漠(Dasht-e Kavir，直译：「Low Plains」），古波斯語中，“khwar”為(低)，而“dasht”為(平原，平地), 字面意義即為低地，也被稱為Kavir-e Namak（字面意義為鹽化低地），及大鹽漠，是位於伊朗高原中部的一個大沙漠，約800公里長（500英里），320公里寬（200英里），總面積約為77,600平方公里（30,000平方英里），在世界荒漠面積列表中排名第24。這個沙漠的範圍從西北部的厄爾布爾士山脈一直延伸到東南部的盧特沙漠。被伊朗的五個省：呼羅珊省、塞姆南省、德黑蘭省、伊斯法罕省、和亞茲德省包圍在其中。

## 地形特色
在沙漠中心有個大卡維爾（Great Kavir），大約是長320公里，寬160公里（99英里）。沙漠的西部是一座Daryahcheh-e Namak（salt lake，鹽湖），面積為1,800平方公里（690平方英里）。大卡維爾裡面有些大的板狀鹽塊，呈馬賽克狀拼在一起。這個地方是一個面積有4,000平方公里（1,500平方英里）的受保護生態區-卡維爾國家公園的一部分。 卡維爾鹽漠裡面最荒涼的地方之一是名為 里格·淨的所在（意為devil's dunes-惡魔之丘，早年的商隊，以及現今周遭城鎮仍有人認為此地有惡靈存在）。

## 氣候和組成

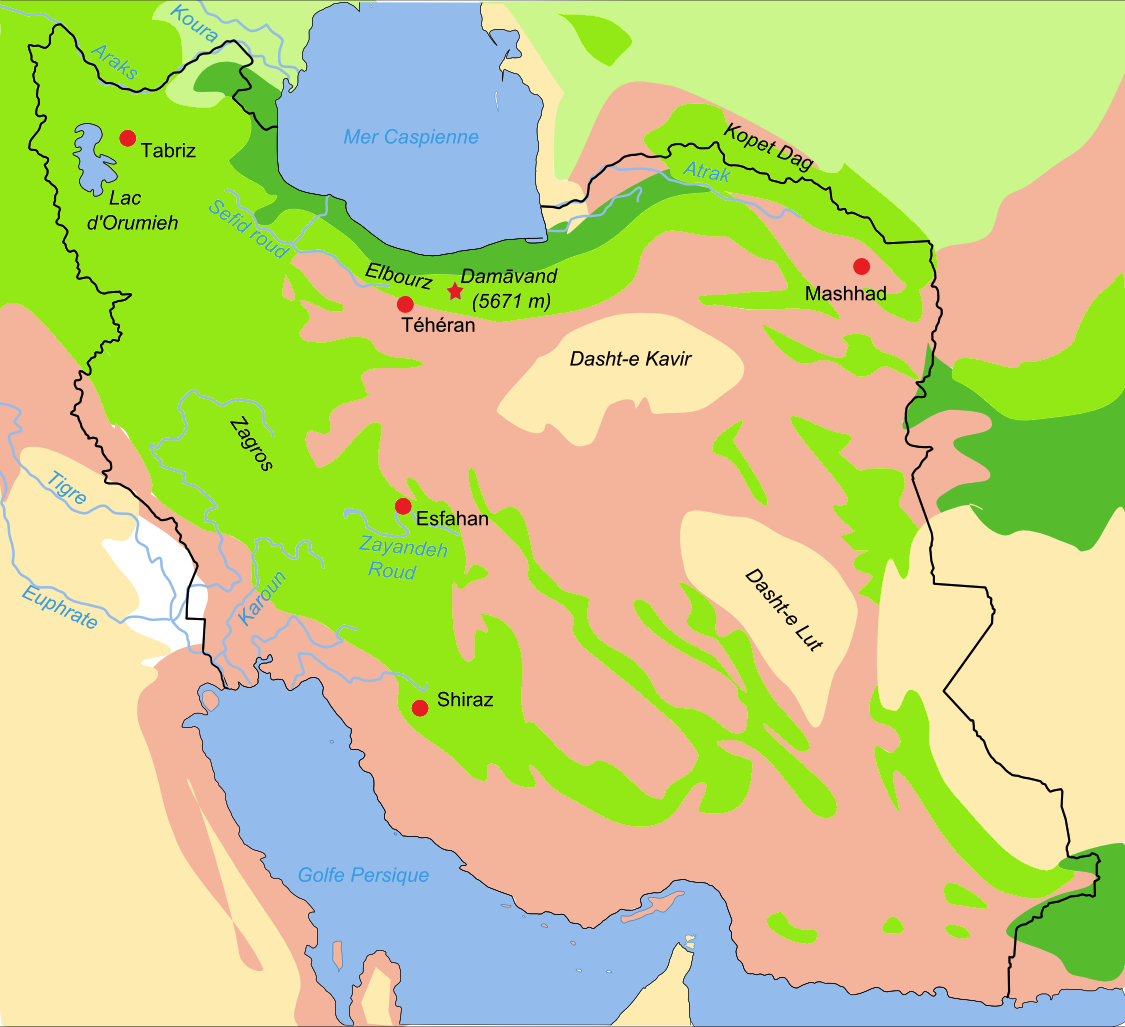
伊朗的群落生境分佈，卡維爾鹽漠呈現為米色橢圓形，在圖的中央右方。
樹林草原
森林和林地
半沙漠
沙漠低地
乾草原
鹽化冲積沼澤地

卡維爾鹽漠的氣候極其乾旱。它幾乎不會降雨或雪。但是，它周圍的山脈提供充足的徑流-足以形成廣闊的季節性湖泊、沼澤地、和旱湖。夏天的溫度會達到攝氏50度（華氏122度），一月份的平均溫度為攝氏22度（華氏72度）。一年中白天和晚上的溫差可能達到攝氏70度（華氏130度）。有雨的話，通常是在冬天降下。
沙漠地表覆蓋著沙礫和鵝卵石。這兒有沼澤、季節性湖泊、和季節性河床。高溫會導致極度蒸發，會在沼澤和泥土上留下大片鹽塊。強風經常發生，它們可能導致沙丘堆積，達到40公尺的高度。 卡維爾鹽漠的某些部分具有較像乾草原的外觀。

## 後冰川時期湖泊系統
遠古時期，卡維爾地區存在一系列廣闊的湖泊：亞洲季風進入伊朗中部深處，帶來豐沛的夏季降雨，在伊朗高原中部的封閉盆地中形成許多湖泊，這些湖泊成為今日包括卡維爾鹽漠和這個地區的其他沙漠。 在伊斯法罕省的卡尚西阿克山丘考古遺跡所發現的銘文，上面寫著當地女王透過“海上航行”來拜訪當地的統治者（考證地點為亞茲德東南部的德里·巴昆）。卡維爾鹽漠周圍高地仍然存在各種豐富的水岸線遺跡，這是伊朗中部，在後冰川時期季風湖泊存在的明顯標誌，而現在則幾乎全由沙漠盤踞。

## 野生動物
卡維爾鹽漠的植被目前已經適應它們生長所在的炎熱乾旱的氣候，以及鹽漬土壤。灌木和草等常見植物物種只能在某些山谷，和山頂上找到。最常見的植物是艾草。
波斯地鴉是一種鳥類物種，和波斑鴇、百靈鳥、以及沙雞棲息在沙漠高原的一些地區。
鵝喉羚生活在中部高原的草原和沙漠地區。野生綿羊、駱駝、山羊和波斯豹在山區常見。野貓、狼、狐狸、和其他食肉動物是當地的夜行動物。在沙漠的某些地區，可以看到波斯野驢（波斯語稱為gur），有時甚至可看到亞洲獵豹。蜥蜴和蛇生活在高原中部的不同地方。

## 開墾
卡維爾鹽漠的土地因為極端高溫，和經常的風暴而造成廣泛的風化，使得土地耕作幾乎不可能。沙漠區幾乎無人居住，少有能被善加利用者。駱駝和綿羊繁殖，以及農業是在此居住的少數人的謀生方式。人類居住僅限於少數綠洲，在這些綠洲中，人們建造可擋風的房屋以應對惡劣的天氣條件。在灌溉方面，伊朗人開發一套複雜，稱為坎兒井的渠道灌溉系統，有些仍在使用中。